# Jakub Jaśkiewicz
Jakub Jaśkiewicz – polski oficer, rotmistrz C. K. Obrony Krajowej.

## Życiorys
W C. K. Obronie Krajowej został mianowany kadetem żandarmerii z dniem 1 stycznia 1898. Około 1898 służył w Komandzie Żandarmerii Krajowej Nr 5 w Tarnopolu. Następnie został awansowany na stopień podporucznika żandarmerii z dniem 1 maja 1898. Od tego czasu do około 1906 służył jako adiutant w Komandzie Żandarmerii Krajowej Nr 7 na Pobrzeże Austriackie (Küstenland) w Trieście. Został awansowany na stopień porucznika żandarmerii z dniem 1 listopada 1905. Od około 1906 do około 1914 był komendantem Oddziału Komanda Żandarmerii Nr 2 w Radautz, będącego w składzie Komandzie Żandarmerii Krajowej nr 13 na Bukowinę w Czerniowcach. W tym okresie został awansowany na stopień rotmistrza żandarmerii z dniem 1 maja 1912.
Podczas I wojny światowej jako oficer nadkompletowy został przydzielony z C. K. Żandarmerii w stopniu rotmistrza do C. K. Armii i skierowany na front. W lipcu 1915 został awansowany na stopień porucznika piechoty z dniem 1 lipca 1915. Do 1918 służył w 45 pułku piechoty, mającego garnizon w Sanoku. W C. K. Żandarmerii został awansowany na stopień majora z dniem 1 stycznia 1918 i formalnie pozostawał wówczas nadal oficerem KŻK nr 13.

## Odznaczenia
austro-węgierskie:
- Order Korony Żelaznej 3 klasy z dekoracją wojenną (przed 1916)[15] i z mieczami (przed 1918)[20][21]
- Krzyż Zasługi Wojskowej 3 klasy z dekoracją wojenną (przed 1916)[18] z mieczami (przed 1918)[20][21] – po raz drugi (1917)[22][20]
- Srebrny Medal Zasługi Wojskowej na wstążce Krzyża Zasługi Wojskowej (przed 1917)[19] z mieczami (przed 1918)[20]
- Brązowy Medal Zasługi Wojskowej na wstążce Krzyża Zasługi Wojskowej (przed 1916)[18] z mieczami (przed 1918)[20][21]
- Krzyż Wojskowy Karola (przed 1918)[20][21]
- Odznaka za Służbę Wojskową dla oficerów 3 klasy (przed 1909)[10][13][15][21]
- Odznaka za Służbę Wojskową dla oficerów 2 klasy (przed 1907)[8]
- Odznaka za Służbę Wojskową dla podoficerów 2 klasy (przed 1900)[5]
- Brązowy Medal Jubileuszowy Pamiątkowy dla Sił Zbrojnych i Żandarmerii (przed 1900)[5][21]
- Krzyż Jubileuszowy Wojskowy (przed 1909)[10][21]
- Krzyż Pamiątkowy Mobilizacji 1912–1913 (przed 1914)[13][21]